# 댈러스 (2012년 드라마)
댈러스(Dallas)는 2012년 6월 13일부터 2014년 9월 22일까지 TNT에서 방영되었다. 1978년부터 1991년까지 방영된 동명의 텔레비전 시리즈의 새 시리즈라고 볼 수 있다.

## 캐스트

### 주연
- 제시 멧커프 - Christopher Ewing
- 조시 헨더슨 - John Ross Ewing III
- 조더나 브루스터 - Elena Ramos
- 줄리 곤잘로 - Rebecca Sutter Ewing
- 브렌다 스트롱 - Ann Ryland Ewing
- 패트릭 더피 - Bobby Ewing
- 린다 그레이 - Sue Ellen Ewing
- 래리 해그먼 - J. R. Ewing

### 조연
- 레오노어 베렐라 - Marta Del Sol
- 카를로스 버나드 - Vicente Cano
- 멀린 포트 - Carmen Ramos
- 미치 필레지 - Harris Ryland
- 리처드 딜러드 - Mitch Lobell
- 스티브 카날리 - Ray Krebbs
- 켄 커처벌 - Cliff Barnes
- 샬린 틸턴 - Lucy Ewing Cooper